# Prva konferencija Pokreta nesvrstanih
Konferencija šefova država ili vlada nesvrstanih zemalja, poznatija kao Prva konferencija Pokreta nesvrstanih održana je od 1. do 6. rujna 1961. u Beogradu, glavnom gradu Jugoslavije. Jedan od glavnih čimbenika koji su doprinijeli organizaciji konferencije u Beogradu bio proces dekolonizacije brojnih afričkih zemalja tijekom 1960-ih godina. Neki su je stoga nazivali „Jalta Trećeg svijeta”, aludirajući na Konferenciju u Jalti iz 1945. godine.
Na beogradskoj konferenciji sudjelovalo je ukupno 25 zemalja, dok su tri zemlje – Bolivija, Brazil i Ekvador – bile promatrači. Pripremni sastanak nesvrstanih zemalja održan je ranije te godine u Kairu, od 5. do 12. lipnja 1961. Konferencija je glavnu pažnju posvetila očuvanju svjetskog mira, problemima razoružanja, kolonijalizma i ekonomskog razvoja. Usvojena su tri dokumenta: Deklaracija šefova država i vlada, Izjava o opasnosti od rata i Apel za očuvanje svjetskog mira. Dva pisma istog sadržaja, upućena su predsjedniku Savjeta ministara Sovjetskog Saveza, Nikiti Hruščovu, i predsjedniku Sjedinjenih Američkih Država, Johnu Kennedyju. Jedno od ključnih pitanja u organizaciji konferencije bila je podjela među novonastalim nezavisnim zemljama zbog krize u Kongu, koja je dovela do raskola i stvaranja konzervativne Brazzavilske grupe te radikalne Kazablanke grupe. Sve članice Kazablanke grupe sudjelovale su na konferenciji, uključujući Alžir, Ganu, Gvineju, Mali, Maroko i Ujedinjenu Arapsku Republiku, dok nijedna članica Brazzavilske grupe nije bila prisutna.
Otočje Brijuni prvotno je bilo razmatrano kao domaćin konferencije nakon što je ondje 1956. godine održan Brionski sastanak lidera Jugoslavije, Egipta i Indije. Ipak, za domaćina je na kraju izabran Beograd zbog nedostatka adekvatnih prostora na Brijunima te koncentracije međunarodnih komunikacijskih i medijskih kapaciteta u glavnom gradu Jugoslavije. Nakon konferencije u Beogradu, sljedeća konferencija Pokreta nesvrstanih zemalja organizirana je u Kairu 1964. godine.

## Konferencija
Dosta vremena je posvećeno pitanju gdje će se održati konferencija. Tri grada kandidirala su se da postanu domaćini. Kairo je bio predložen od grupe arapskih zemalja, indoneijske vlasti predložile su Beograd, a Kuba je sama predložila Havanu. Naserova odluka da podrži Jugoslaviju doprinijela je tome da većina u konačnici podrži izbor Beograda. Tome se oštro usprotivila Kuba, ističući da „Jugoslavija nije politički kvalificirana biti domaćin konferencije”. Ovakav prosovjetski stav u prvom trenutku su podržale dvije sovjetski nastrojene države Gvineja i Mali, ali su nedugo zatim promijenile stav. Kuba je zaprijetila da neće sudjelovati na konferenciji ako se ne bude održavala u Havani, ali ovo ultimativno držanje nije naišlo na odobravanje većine, te se morala pokoriti volji ostalih država. To je bio nagoveštaj ideološko-političkih sukoba koji će otežavati rad pokreta i u nekim trenucima dovoditi u pitanje njegov opstanak.
Vladimir Popović bio je na čelu Državnog odbora za pripremu prve konferencije Pokreta nesvrstanih zemalja u Jugoslaviji. Konferencija je okupila predstavnike 25 nezavisnih država. Osim njih, sudjelovale su tri države sa statusom promatrača, jedanaest socijalističkih partija, sindikati iz Japana i još četiri organizacije. Socioekonomske razlike među sudionicima bile su značajne, a države sudionice često su od početka pokazivale različite interese. Jugoslavija je pridavala poseban značaj sudjelovanju zemalja Latinske Amerike. Sudjelovanje tih zemalja, uz predstavnike iz Europe, trebalo je konferenciji dati karakter skupa na kojem su zastupljeni svi dijelovi svijeta i izbjeći da se, poput nekih prethodnih sastanaka, svede na afro-azijsko okupljanje.
Predsjednik Josip Broz Tito djelomično je uspio u tom naumu skupivši bar neke od predstavnika iz svih krajeva svijeta. Ipak, iz Latinske Amerike, jedino je Kuba bila punopravni sudionik, dok su Bolivija, Brazil i Ekvador imale status promatrača. Razlog za to bila je nemogućnost tih država da se odupru pritiscima Sjedinjenih Američkih Država, koje su željele zadržati svoju ekskluzivnu ulogu neupitnog vođe u zapadnoj hemisferi. Predstavnici Jugoslavije posebno su bili razočarani otkazivanjem sudjelovanja od strane Meksika do kojega je došlo u posljednjem trenutku. Od europskih zemalja, jedino su Cipar i Jugoslavija, kao domaćin, sudjelovale na skupu.
Konferenciju je pratilo 1.016 novinara, od kojih je 690 bilo iz inozemstva, iz 53 zemlje. Paul Hofmann iz New York Timesa opisao je događaj kao "raj za fotografe". Ukupno su četiri indijska lista (The Times of India, The Hindu Madras, Indian Express i The Patriot) i četiri američka lista (The New York Times, The Washington Post, Los Angeles Times i The Christian Science Monitor) objavili 177.265 riječi o konferenciji u razdoblju od 7 dana prije, tijekom i 7 dana nakon konferencije.